# Conops vesicularis
Espèce
Synonymes
- Asilus clavicornis Fourcroy, 1785[1]
- Asilus gibbosus Fourcroy, 1785[1]
- Conops cylindrica Meigen, 1804[1]
- Conops ferruginea Macquart, 1834[1]

Conops vesicularis, le Conops vésiculaire est une espèce d'insectes diptères de la famille des Conopidae et du genre Conops. C. vesicularis est un parasitoïde solitaire paléarctique dont la larve est endoparasite d'hyménoptères, spécifiquement les Frelons.

## Description
Conops vesicularis mesure de 12 à 18 mm de long. La face est jaune et le front brunâtre. Les antennes rouges présentent une ligne brunâtre sur les côtés et une arista également brunâtre. La trompe brune est relativement courte. Le mésonotum à prédominance noire présente des bosses rouges aux épaules et est coloré de rouge sur les flancs. Le scutellum et les fémurs sont également colorés de rouge. Il y a un dimorphisme sexuel marqué : les femelles sont plus minces et beaucoup plus sombres que leurs homologues mâles. L'abdomen de ces derniers est principalement jaune. L'abdomen des femelles, quant à lui, est principalement noir ou brun foncé et porte des bandes jaunes bien visibles. La theca des femelles est de couleur jaune munie d'une extrémité noire. Les ailes sont ombrées, le long de la bordure antérieure,,.

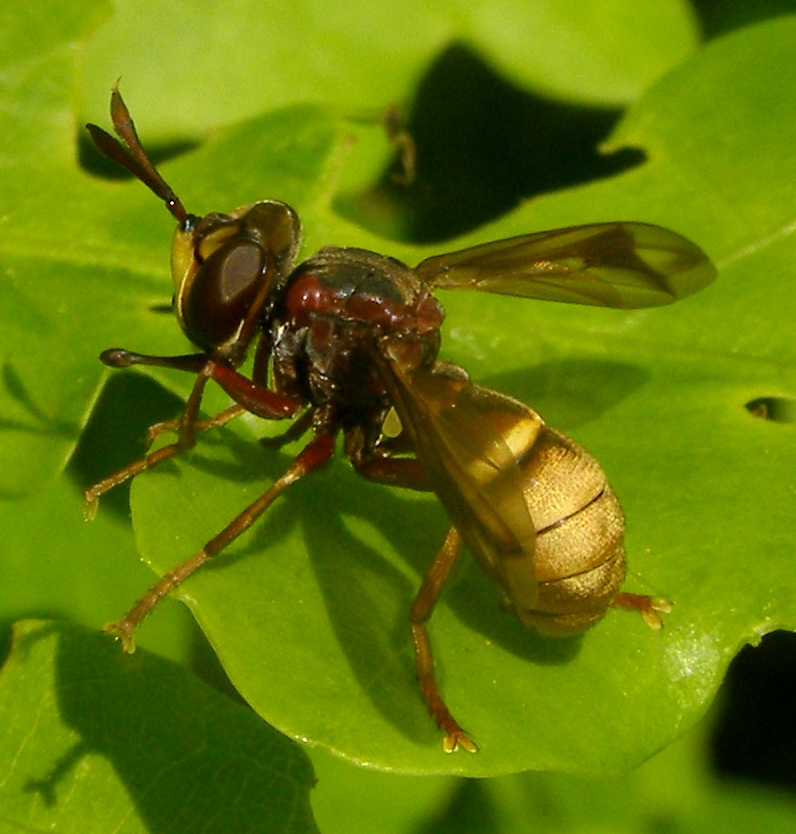
Mâle Conops vesicularis
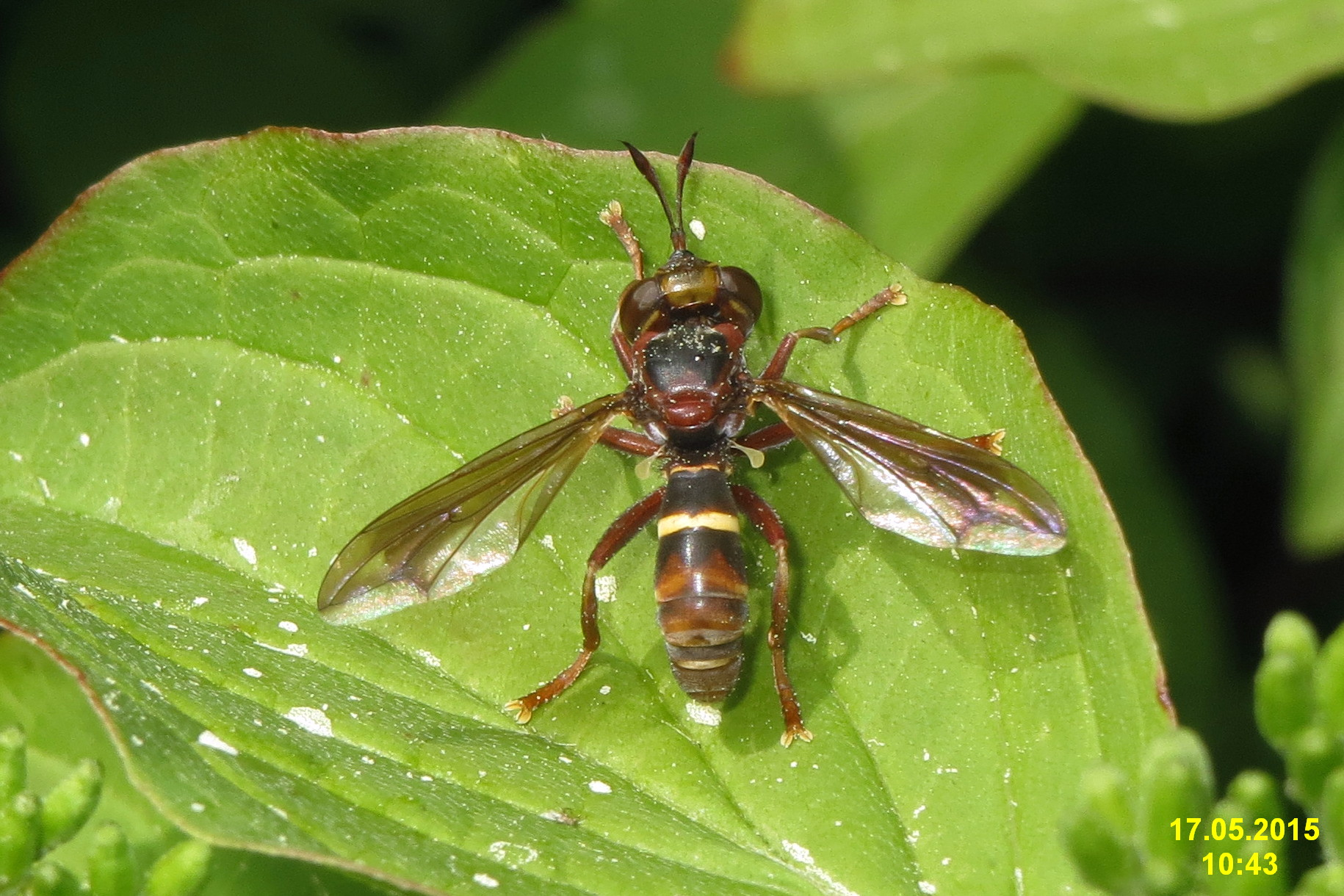
Femelle Conops vesicularis (Bavière, Allemagne)
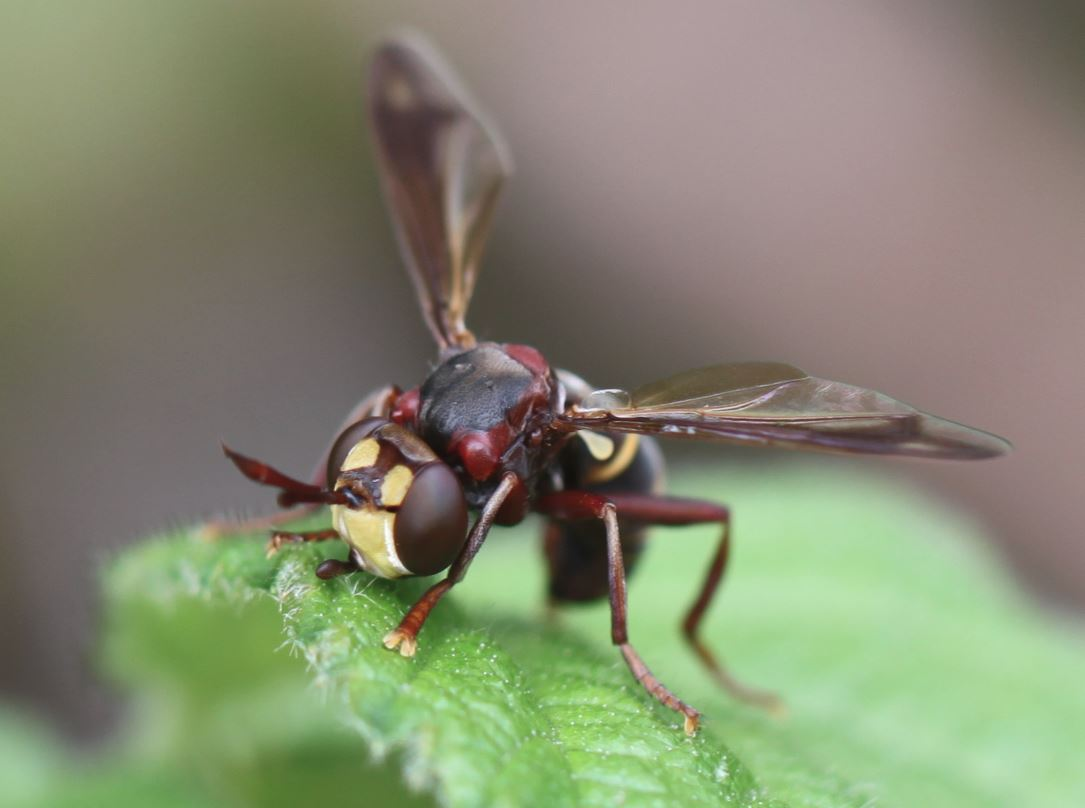
Femelle Conops vesicularis (Hardt, Bade-Wurtemberg, Allemagne)
- Femelle Conops vesicularis (Hesse, Allemagne)

## Éthologie
Les imagos de Conops vesicularis, floricoles se nourrissant exclusivement de nectar, sont visibles d'avril à août, et plutôt précoces par rapport aux autres Conopidae. À l'instar de ses consœurs, C. vesicularis est un parasitoïde solitaire dont les larves sont endoparasites d'hyménoptères dont Vespa crabro, le frelon européen, Vespa velutina var. nigrithorax, le frelon asiatique, ainsi que des Bourdons tels que Bombus muscorum.
Le frelon asiatique est, en Europe, une espèce invasive particulièrement problématique pour l'apiculture. En tant que prédateur, Conops vesicularis souleva de nombreux espoirs dans la lutte contre cet ennemi de l'Abeille domestique. Cependant, son impact n'est que secondaire voire minime et quasiment uniquement sur les ouvrières. De plus, la compétition entre les fondatrices nigrithorax étant importante, elles se limitent d'elles-mêmes, leur prédation stimulant plutôt la fondation de nouveaux nids,.

## Distribution
Conops vesicularis est présente sur l'ensemble de l'écozone paléarctique dont l'Europe,.